# Черняк, Алексей Сергеевич
Алексей Сергеевич Черняк (25 января 1921, с. Новомихайловское, ныне Гулькевичский район, Краснодарский край — 7 сентября 1994, Алма-Ата, Казахстан) — участник Великой Отечественной войны, полный кавалер Ордена Славы.

## Биография
Родился 7 февраля 1921 года в селе Новомихайловское, ныне Гулькевичского района, в семье крестьянина. Русский.
В 1931 году с родителями переехал в Казахстан, в село Чемолган (ныне — Шомолган Алматинской области, южнее города Алматы). Здесь окончил 7 классов. С 1939 года работал лаборантом Чуйского «Заготзерно» Джамбулского района.
В сентябре 1940 года был призван в Красную Армию Ленинским райвоенкоматом города Алма-Аты. Служил в артиллерии, окончил полковую школу и был назначен командиром орудия.
С июня 1941 года участвовал в боях с захватчиками на Юго-Западном фронте, в январе 1943 года был ранен, вернулся в строй. С июня 1944 года сражался в рядах 194-го гвардейского артиллерийского полка 88-й гвардейской стрелковой дивизии. В составе этого полка прошел до Победы, воевал на 3-м Украинском и 1-м Белорусском фронтах.
В октябре 1944 года при отражении контратак пехоты и танков противника на Магнушевском плацдарме у населенного пункта Новы-Грабув (6,5 км юго-восточнее города Варка, Польша) старший сержант Черняк прямой наводкой подавил 5 пулемётов и истребил свыше 10 гитлеровцев.
Приказом по частям 88-й гвардейской стрелковой дивизии от 2 ноября 1944 года (№ 139/н) гвардии старший сержант Черняк Алексей Сергеевич награждён орденом Славы 3-й степени.
14 января 1945 года при прорыве обороны противника у села Камень (юго-западнее города Варка, Польша) старший сержант Черняк с расчетом уничтожил наблюдательный пункт противника и подавил станковый пулемёт. 16 января подбил самоходное орудие и уничтожил до взвода гитлеровцев. Своими действиями дал возможность пехоте пройти вперед.
Приказом по войскам 8-й гвардейской армии от 9 апреля 1945 года (№ 570/н) гвардии старший сержант Черняк Алексей Сергеевич награждён орденом Славы 2-й степени.
16 апреля 1945 года близ населенного пункта Либбенихен (17 км юго-западнее города Кюстрин, Германия, ныне Костшин-над-Одрон, Польша) гвардии старший сержант Черняк выдвинул орудие впереди пехоты и подавил 3 вражеских пулемёта, истребил около 15 гитлеровцев. Был представлен к награждению орденом Славы.
Через несколько дней снова отличился. 17 апреля двигаясь с орудием в боевых порядках пехоты уничтожил 3 пулемётные точки, за что награждён медалью «За отвагу».
Указом Президиума Верховного Совета СССР от 15 мая 1946 года гвардии старший сержант Черняк Алексей Сергеевич награждён орденом Славы 1-й степени. Стал полным кавалером ордена Славы.
В мае 1946 года старшина Черняк был демобилизован.
Вернулся в город Алма-Ату. Работал заведующим складом Заготзерно Кагановического района Алма-Аты, заведующим лабораторией Уйгурского района. В 1951—1954 года жил в Северной Осетии, работал заведующим лабораторией п/я 25 Госплодрезерва. Вернувшись в Казахстан работал рабочим Заготскота Илийского района.
В 1959 году сменил профессию. С этого времени работал шофером на предприятиях Алма-Аты: автобазы № 6 и 12, в ДСУ, базы Горместпрома, авиаотряда. С 1978 года и до выхода на пенсию — диспетчер управления междугородных перевозок. В 1981 году вышел на заслуженный отдых, пенсионер союзного значения.
Скончался 7 сентября 1994 года в городе Алма-Ата.

## Награды
- Орден Отечественной войны I степени[1]
- Орден Славы I степени (№ 173705)[2]
- Орден Славы II степени (№ 570) (09.04.1945)
- Орден Славы III степени (№ 139) (02.11.1944)
- Медаль «За отвагу» (18.04.1945)
- Медали СССР